# كونراد هينلين
كونراد إرنست إدوارد هينلين (6 مايو 1898 - 10 مايو 1945) سياسيًا ألمانيًا بارزًا في جنوب تشيكوسلوفاكيا. عند الاحتلال الألماني انضم إلى الحزب النازي وكذلك شوتزشتافل وتم تعيينه الرايخشتاتالتر السوديت في عام 1939.